# Harun Njoroge Mbugua
Harun Njoroge Mbugua (* 11. Juni 1988) ist ein kenianischer Marathonläufer.
2008 gewann er den Kagawa-Marugame-Halbmarathon sowie den Sendai-Halbmarathon und wurde Zweiter beim Sapporo-Halbmarathon. 2009 verteidigte er seinen Titel in Sendai und wurde Achter beim Fukuoka-Marathon. 2010 wurde er Zweiter beim Hokkaidō-Marathon. Im Jahr darauf folgte einem vierten Platz beim Beppu-Ōita-Marathon und einem fünften beim Sapporo-Halbmarathon ein Sieg beim Hokkaidō-Marathon.
2012 triumphierte er beim Beppu-Ōita-Marathon.
Harun Njoroge Mbugua lebt in Japan und startet für das Firmenteam von Komori.

## Persönliche Bestzeiten
- 5000 m: 13:38,21 min, 5. April 2008, Kumamoto
- 10.000 m: 28:14,36 min, 14. Oktober 2007, Fukuroi
- Halbmarathon: 1:01:04 h, 15. Juni 2008, Sapporo
- Marathon: 2:09:38 h, 5. Februar 2012, Ōita